# Aerospike Test Vehicle
El Aerospike Test Vehicle (ATV) fue un diseño de vehículo SSTO-VTOL (Single Stage to Orbit, Vertical Take-Off and Landing, que podría traducirse como «vehículo de una sola etapa a órbita, con despegue y aterrizaje verticales») hecho por George Detko, del Centro Marshall de vuelos espaciales, perteneciente a la NASA. La nave tendría una masa en despegue de sólo 22 toneladas y podría haber llevado a dos tripulantes a órbita. También podría haber sido usado como transporte de emergencia para llevar carga a cualquier lugar de la Tierra en menos de 30 minutos.
El diseño fue mejorado por Gary Hudson y Tom A Brosz.